# Montenero Sabino
Montenero Sabino település Olaszországban, Lazio régióban, Rieti megyében. Lakosainak száma 276 fő (2023. január 1.). Montenero Sabino Casaprota, Mompeo, Rieti, Monte San Giovanni in Sabina és Torricella in Sabina községekkel határos.

## Népesség
A település lakossága az elmúlt években az alábbi módon változott:
| Lakosok száma | 292  | 287  | 276  |
|               | 2017 | 2018 | 2023 |